# École pour l'informatique et les nouvelles technologies
L'École pour l'informatique et les nouvelles technologies (EPITECH), con nome d'uso European Institute of Information Technology, è una scuola di Informatica nelle tecnologie dell'informazione e della comunicazione di Francia. Offre corsi di livello laurea specialistica, di master di secondo livello e di formazione continua.
L'EPITECH è una delle tre grandi scuole di ingegneria che si raggruppano nel il gruppo IONIS Education Group all'interno del quale si condividono attività formative principalmente extra-curriculari.